# Белая лошадь (фильм)
«Бе́лая ло́шадь» — чёрно-белый короткометражный художественный фильм, дипломная работа режиссёра Бараса Халзанова, снятая по его сценарию на Свердловской киностудии в 1966 году.
Фильм принимал участие в официальной программе I Международного кинофестиваля стран Азии, Африки и Латинской Америки в Ташкенте осенью 1968 года и был отмечен медалью.

## Сюжет
Во время Великой Отечественной войны, в бурятской глубинке, армейский капитан проводит реквизицию пригодных для нужд фронта лошадей. Он не вполне доволен доставшейся ему ролью, но важность задачи пересиливает жалость к людям, с болью отдающих своих последних животных, незаменимых помощников их скотоводческого быта. Некоторые из крестьян отказываются давать лошадей. Как бы в упрёк им, приехавший с дальнего пастбища старик приводит красивую белую кобылу, желая своей добровольной жертвой, хоть на миг, приблизить грядущую Победу.

## В ролях
- Цэдэн Дамдинов — старик
- Цындэма Гончикова — старуха
- Буянто Аюшин — капитан
- Буда Вампилов — эпизод
- М. Гунтупов — эпизод
- С. Кормушкина — медсестра
- Барас Халзанов — эпизод

## Съёмочная группа
- Автор сценария и режиссёр-постановщик: Барас Халзанов
- Оператор: Иван Артюхов
- Композитор: Бау Ямпилов
- Художник: Владислав Расторгуев